# Selenidium hollandei
Selenidium hollandei is een soort in de taxonomische indeling van de Myzozoa, een stam van microscopische parasitaire dieren. Het organisme komt uit het geslacht Selenidium en behoort tot de familie Selenidiidae. Selenidium hollandei werd in 1966 ontdekt door Vivier & Schrevel.